# Tarasije
Sveti Tarasije (Tarazije; grčki Άγιος Ταράσιος) (o. 730. – 25. veljače 806.) bio je patrijarh Konstantinopola od 25. prosinca 784. do svoje smrti. Rođen je u Konstantinopolu kao sin utjecajnog suca te je bio rođak kasnijeg patrijarha Focija I. Velikog. Postao je tajnik bizantskog cara Konstantina VI. i njegove majke, carice Irene Atenske, koja je de facto vladala Bizantskim Carstvom te je kasnije otišao u samostan.

## Drugi nicejski sabor
Budući da se Tarasije pokazao kao vjeran saveznik Irene, ona ga je izabrala za novog patrijarha 784. te je on naslijedio patrijarha Pavla IV. Tarasije je ostao vjeran Ireni te je bio poznat po tome što je htio „potvrditi” poštovanje prema ikonama. Budući da je htio popraviti odnos Rima i Konstantinopola, nagovorio je Irenu da pošalje pismo papi Hadrijanu I., kako bi papa poslao svoje izaslanike u Konstantinopol. Tako je održan Drugi nicejski sabor 787. te je Tarasije službeno odobrio poštovanje prema ikonama.

## Careva rastava
Irenin sin Konstantin se rastao 795. od svoje prve supruge Marije, a Tarasije je nevoljko odobrio taj čin te je njegovo ponašanje uzrujalo mnoge redovnike. Konstantin je zatim oženio svoju ljubavnicu, čije je ime bilo Teodota, ali vjenčanje nije obavio Tarasije. Teodotin bratić, redovnik Teodor Studit, pobunio se protiv Tarasija i Konstantina te je Tarasije na kraju izopćio iz Crkve svećenika Josipa iz Aje Sofije, koji je vjenčao Teodotu za Konstantina.
| prethodnik Pavao IV. Carigradski | Patrijarh Konstantinopola 784. – 806. | nasljednik Nikefor I. Carigradski |